# Rakityansky (huyện)
Huyện Rakityansky (tiếng Nga: Ракитянский райо́н) là một huyện hành chính tự quản (raion), của Tỉnh Belgorod, Nga. Huyện có diện tích 909 kilômét vuông, dân số thời điểm ngày 1 tháng 1 năm 2000 là 35500 người. Trung tâm của huyện đóng ở Rakitnoye.